# Tarache arida
Tarache arida is een vlinder uit de familie van de uilen (Noctuidae). De wetenschappelijke naam van deze soort is voor het eerst voorgesteld als Acontia arida door John Bernhardt Smith in een publicatie uit 1900.
De soort komt voor in het westen van de Verenigde Staten.